# Diplazium angustisquamatum
Diplazium angustisquamatum là một loài thực vật có mạch trong họ Woodsiaceae. Loài này được (Holttum) Parris miêu tả khoa học đầu tiên.